# المجمع المغلق 1534
المجمع المغلق 1534 هو المجمع الموكول بانتخاب بابا الكنيسة الكاثوليكية الجديد بعد استقالة البابا. انعقد مجمع الكرادلة لانتخاب البابا الجديد بدءًا من
11 أكتوبر 1534 وانتهى في 13 أكتوبر 1534. انتُخبَ بولس الثالث ليكون البابا الجديد للكنيسة.
عُقدَ المجمع في الفاتيكان في 1534.